# Naegeumwi

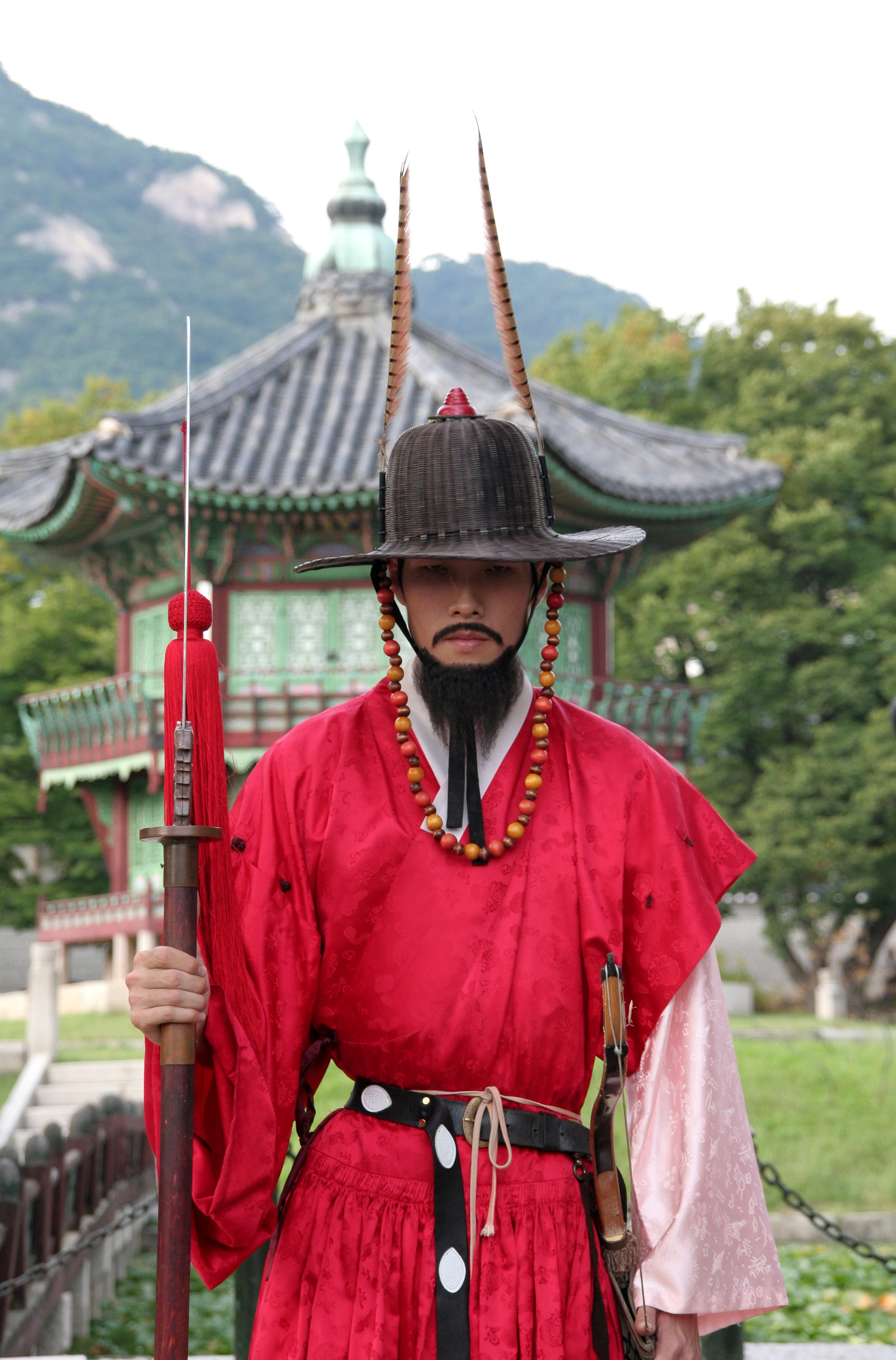
Guardia real coreano en el Palacio de Gyeongbokgung durante una recreación

Naegeumwi (en hangul, 내금위; hanja: 內禁衛) fue una unidad militar perteneciente al ejército de Joseon, que existió durante el período de la dinastía Joseon de la historia de Corea entre 1407 y 1910, responsable de proteger al rey y la familia real. El número de guardias reales varió entre 60 y 200, aunque en ocasiones pudo haber llegado a 300. Estaba al mando del Naegeumwijeoljesa.

## Selección de personal y cometidos del cuerpo
Para formar parte de este cuerpo militar no bastaba con ser de clase noble. Los oficiales militares debían tener un grado mínimo (Seoban 4 Pum), ser recomendados por el Ministerio de la Guerra, y elegidos por el rey en persona. Vestían como uniformes distintos tipos de ropajes tradicionales como cheollik y bangryung, con predominio de colores rojos, azules y púrpuras.
Los cometidos del cuerpo eran, además de la escolta y protección del rey y la familia real, la protección de las puertas, el control de los transeúntes con el uso de certificados nacionales y la custodia de las llaves de las puertas reales; además abrían y cerraban las entradas cuando el rey salía del palacio. En algunos casos especiales tuvieron que defender las fronteras de las invasiones japonesas.

## Ceremonia de inspección
El monarca realizaba inspecciones aleatorias de los guardias reales, con el tañido de la campana de Cheobjong (첩종, 疊鐘), que notificaba a los guardias que el rey se acercaba a la puerta de Gwanghwamun. La campana se podía escuchar en el centro de Seúl.
Los guardias debían alinearse en formación y mostrar sus habilidades de combate y habilidades tácticas, según el Owijinbeob (오위진법,五衛陣法), que era un documento que registraba varios movimientos y estrategias, considerado el más moderno en la época.
Los guardias reales tenían que defender el lado este del campo (el lado izquierdo del rey), durante un simulacro de batalla con las unidades de caballería Gyeomsabok (겸사복, 兼司僕), que atacarían desde el lado oeste, o derecho del rey. Al final de la inspección, este mostraba su disgusto o satisfacción con las habilidades y el desempeño del Naegeumwi.

## Recreaciones
El sistema de guardia real se disolvió en 1910. En la actualidad, se realizan recreaciones de la ceremonia de inspección de la guardia real para los turistas en el Palacio Gyeongbokgung durante la temporada alta.